# Атанерик
Атанерик (Athanerik) е познат като крал на остготите. През 300 г. обединява подобните племена (остготи и вестготи) под свое ръководство и основава първото Готско царство в югозападна Украйна и Русия. Около 350 г. е наследен от Ахиулф.